# 天下茶屋公園
天下茶屋公園（てんがちゃやこうえん）は、大阪市西成区岸里東に位置する公園。

## 概要
大阪市営公園であり、1951年（昭和26年）4月30日に開園した。面積は8,052 m2。
大阪都市計画の都市施設、都市計画公園。
所在地は1973年（昭和48年）の住居表示により天下茶屋及び松原通から岸里東になっている。
当地の歴史を伝えるものとして、是斎屋跡、阿倍寺塔刹柱礎石、旧町名継承碑（松原通一 - 三丁目）、明治天皇聖躅碑（旧天下茶屋是斎屋敷碑）、明治天皇駐蹕遺址碑が設置されている。
なお、当地の300 mほど南に天下茶屋跡がある。

## 是斎屋跡

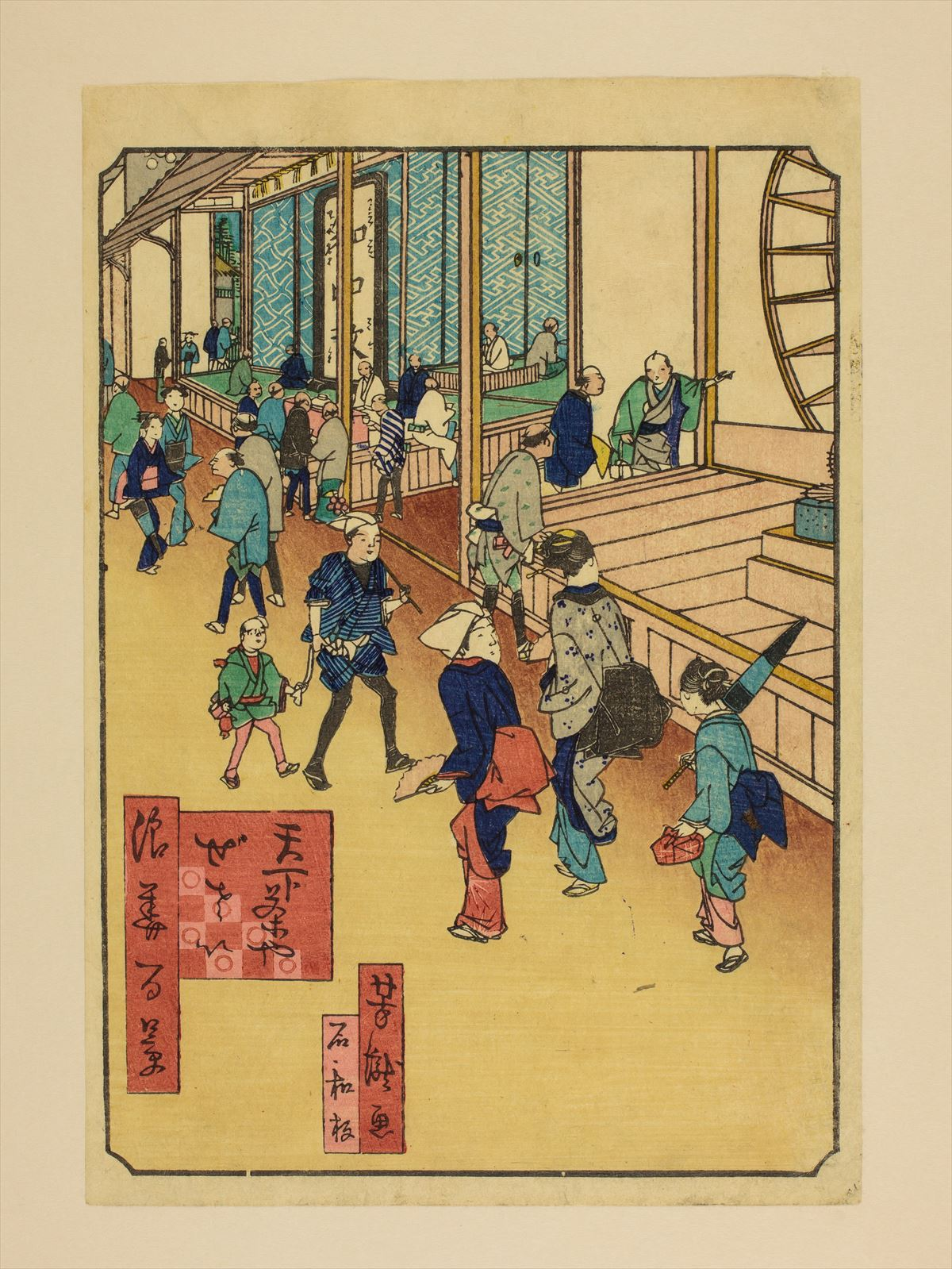
浪花百景より『天下茶やぜさい』。右上に和中散を作る歯車の一部が描かれている

当地にはかつて、寛永年間に近江の津田宗右衛門が開いた薬屋「是斎屋（ぜさいや）」があり、「和中散」という薬を商った。住吉街道に面した店で、薬湯をふるまい、街道の旅人達で大いに繁盛した。芽木家の茶屋より繁盛したともいう。和中散は江戸時代に流行った漢方薬で、本家は近江にあった。
しかし津田家は幕末までに衰微し、この屋敷は橋本尚四郎（元与力で明治以降当地を開発した）の手に渡る。明治元年4月20日と明治10年2月14日の2度、明治天皇が住吉大社への行幸の途中に立ち寄り休憩しており、それに際して仮御休殿が新築され後に「紫雲楼」と名付けられた。大正時代になると屋敷の主は大阪砂糖業界の雄・高津久右衛門に代わり、腐朽ちた紫雲楼を撤去して「明治天皇駐蹕遺趾」という石碑が建立された。この屋敷も大阪大空襲で焼失している。

## 所在地
- 大阪市西成区岸里東1-16

## アクセス
- 阪堺電気軌道阪堺線 聖天坂停留場から約160 m
- Osaka Metro四つ橋線 岸里駅から約400 m
- 南海本線・南海高野線 岸里玉出駅から約450 m
- 南海本線・南海高野線 天下茶屋駅から約450 m